# جری یان
جری یان (انگلیسی: Jerry Yan; چینی سنتی: 言承旭; پین‌یین: Yán Chéngxù) زادهٔ لیائو یانگ‌ژن (چینی سنتی: 廖洋震; پین‌یین: Liào Yángzhèn؛ در ۱ ژانویه ۱۹۷۷) بازیگر، مدل و خواننده تایوانی است.
او در فیلم آشپزخانه جادویی بازی کرده‌است.

## اوایل زندگی
جری یان با نام تولد لیائو یانگ‌ژن زادهٔ تائویوان، تایوان است.